# Aralchilammina deidrogenasi
La aralchilammina deidrogenasi è un enzima appartenente alla classe delle ossidoreduttasi, che catalizza la seguente reazione:
RCH2NH2 + H2O + accettore ⇄ RCHO + NH3 + accettore ridotto
Il metosolfato di fenazina può agire come accettore. L'enzima agisce sulle ammine aromatiche e, più lentamente, anche su ammine alifatiche (ma non su metilammina o etilammina, come avviene per l'ammina deidrogenasi).